# Place des Terreaux

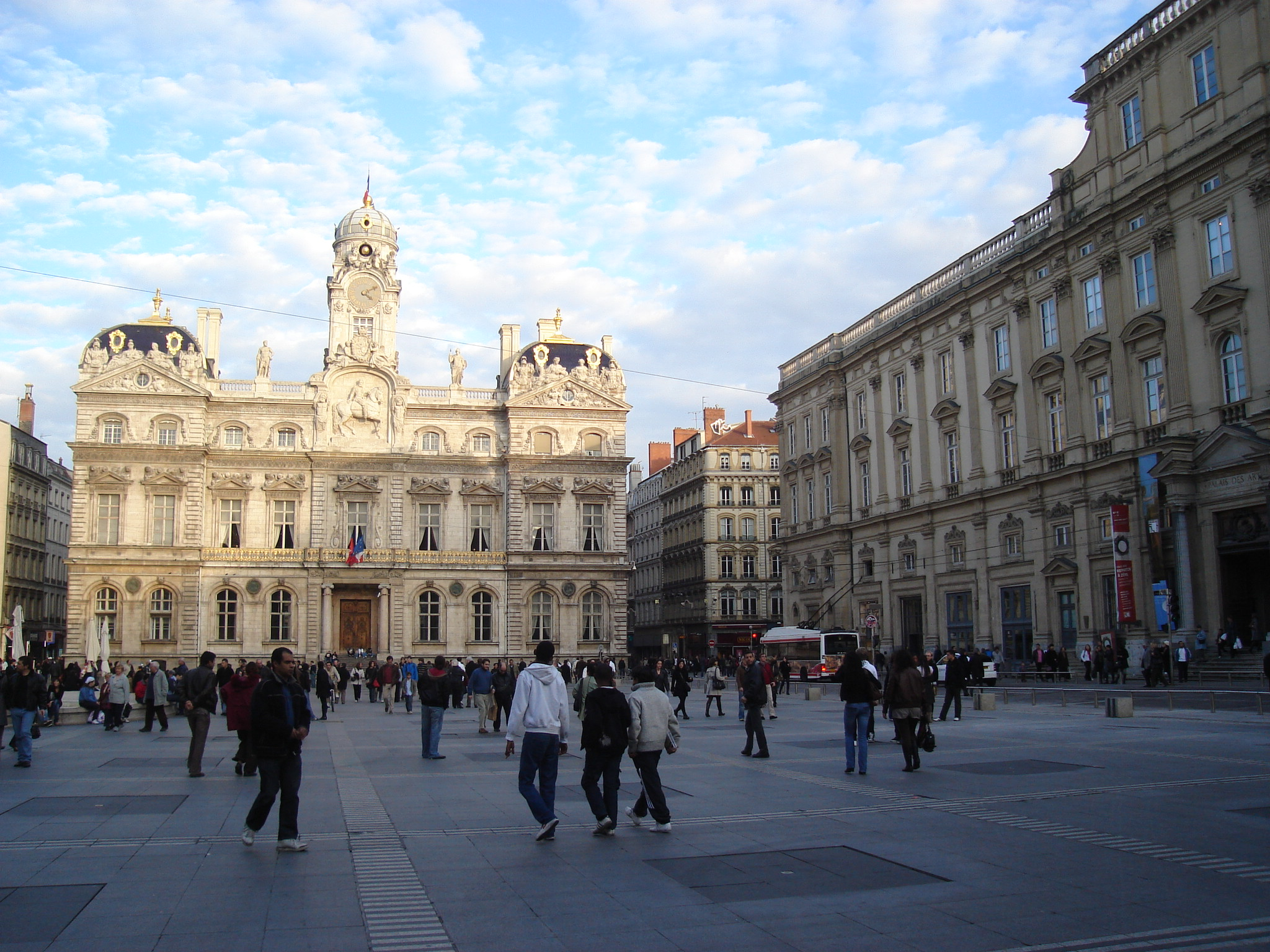
Place des Terreaux met links het stadhuis en rechts het museum

Place des Terreaux (in de volksmond gewoon 'Terreaux') is een plein in de Franse stad Lyon. Het plein bevindt zich in het 1e arrondissement van de stad, in de wijk Presqu'île tussen de rivieren de Saône en de Rhône, aan de voet van de heuvel La Croix-Rousse. Aan Place des Terreaux liggen het stadhuis en het museum voor de schone kunsten. Midden op de noordzijde van het plein staat een grote fontein, met aan beide kanten, langs de gehele noordzijde, grote terrassen.